# I forgot to remember to forget
"I Forgot to Remember to Forget" (Lit. "Me olvidé de recordar olvidar" a veces traducida como "Me olvidé de recordar que debía olvidar") es una canción del género rockabilly y country de 1955, grabada por primera vez por Elvis Presley y escrita por Stan Kesler y Charlie Feathers. Fue el primer éxito # 1  a nivel nacional. 
El sencillo fue el quinto y último sencillo lanzado en Sun Records antes de que Elvis se mudara a RCA Records 

## Antecedentes
La canción fue grabada en Sun Studio el 11 de julio de 1955 por Elvis Presley, Scotty Moore, Bill Black y Johnny Bernero en la batería  y lanzada el 20 de agosto de 1955, junto con "Mystery Train" (Sun 223). .[2][3] Fue reeditado por primera vez junto con "Mystery Train" por HMV en Nueva Zelanda en noviembre de 1955, la primera aparición de Elvis Presley en vinilo de 12” a nivel internacional (MCLP 6001). 
Fue reeditado por RCA Victor (#47-6357) en diciembre de 1955, después de que Elvis cambiara a ese sello.
La guitarra de Scotty Moore tenía un sonido de guitarra de acero de Nashville y Bill Black tocaba un ritmo de clip-clop. Elvis cantó con una voz que se oía inquietante. Esto es lo más cerca que estuvo el trío de una canción country tradicional mientras que permanecieron en Sun. 
La canción alcanzó la posición número 1 en la lista nacional de música country de Billboard el 25 de febrero de 1956, en la lista de los más vendidos en tiendas de Billboard C&W,  permaneció allí en el número 1 durante 2 semanas, y pasó 5 semanas en el número 1 en la lista de Billboard C&W más reproducidas en la lista de Juke Boxes. El récord alcanzó el puesto número 4 en la lista Billboard Most Played by Jockeys.      Fue la primera grabación que convirtió a Elvis Presley en una estrella de la música country conocida a nivel nacional.  
La canción permaneció en las listas de países durante 39 semanas, un verdadero récord incluso para artistas consagrados dentro de la música y más aún tomando en cuenta que Elvis recién comenzaba su carrera musical.
El sencillo alcanzó el no. 2 en la lista de sencillos de Cash Box Country en la lista de los 15 países más vendidos del 10 de marzo de 1956. La otra cara de este lanzamiento, "Mystery Train", alcanzó la posición número 11 en la lista nacional de países de Billboard.
Años más tarde la canción fue incluida por la compañía RCA en los álbumes compilatorios conocidos como The Sun Sessions y también Elvis at Sun.

## Músicos
Elvis Presley en voz y guitarra acústica rítmica
Scotty Moore en guitarra eléctrica líder
Bill Black en contrabajo
Johnny Bernero en batería 

## Lírica
I forgot to remember to forget her
I can't seem to get her off my mind
I thought I'd never miss her
But I found out somehow
I think about her almost all the time
The day she went away
I made myself a promise
That I'd soon forget we ever met
But something sure is wrong
'Cause I'm so blue and lonely
I forgot to remember to forget
The day she went away
I made myself a promise
That I'd soon forget we ever met
Well, but something sure is wrong
'Cause I'm so blue and lonely
I forgot to remember to forget 

## Otras interpretaciones
Varios artistas luego de que Elvis popularizase el tema, grabaron sus versiones de I forgot to remember to forget, entre ellos Jerry Lee Lewis la grabó en 1957 y en 1960 Johnny Cash, en su árbum de la Sun  Greatest! Johnny Hollyday y The Beatles para la radio BBC  entre otros.